# Fascicolo arcuato
Il fascicolo arcuato è un fascio di assoni che fa parte del fascicolo longitudinale superiore, composto da fibre di associazione. Questa connessione neurale del cervello che collega bidirezionalmente la corteccia temporale caudale e la corteccia parietale inferiore al lobo frontale, e connette due importanti centri del linguaggio, l'area di Broca e l'area di Wernicke.

## Struttura
Questo fascio di assoni non è presente o è molto più piccolo nei primati non umani. Non è ancora chiaro a quali regioni si connette il fascicolo arcuato, sembra che siano coinvolte varie aree funzionali all'interno dei lobi temporali, parietali e frontali. Le relazioni topografiche tra materia bianca e materia grigia suggeriscono che le interazioni evolutive o ambientali influenzino la struttura e la funzione del cervello e che la forza di tali associazioni possa influenzare i patofisiologici di sistemi come il linguaggio e pianificazione motoria. Si pensa che il fascicolo arcuato colleghi due aree importanti per l'uso del linguaggio, l'area di Broca nella circonvoluzione frontale inferiore e l'area di Wernicke nella circonvoluzione temporale superiore posteriore. Grazie ai progressi nel campo della tecnica della risonanza magnetica, questa è diventata un'ipotesi verificabile. La ricerca indica una terminazione più diffusa delle fibre arcuate, sia rostralmente che caudalmente, di quanto si pensasse in precedenza. Mentre la principale fonte caudale del tratto fibroso sembra essere la corteccia temporale superiore posteriore, le terminazioni rostrali sono principalmente nella corteccia premotoria, parte dell'area 6 di Brodmann.

## Significato clinico
L'evidenza del ruolo del fascicolo arcuato nell'uso del linguaggio è rappresentata dall'afasia di conduzione, causata da un danno al lobulo parietale inferiore che si estende nella materia bianca subcorticale e danneggia il fascicolo arcuato. Questo tipo di afasia impedisce al paziente dal ripetere suoni non familiari. Uno studio di Catani, Jones e Ffytche (2005) ha fornito le prime prove anatomiche della presenza di due collegamenti tra l'area di Wernicke e l'area di Broca. La ricerca ha evidenziato la presenza di un collegamento profondo, che dovrebbe collegare direttamente queste due regioni, e uno meno profondo che consiste di due segmenti; il segmento anteriore collega la corteccia frontale con la corteccia parietale inferiore e il segmento posteriore collega l'area di Wernicke con la corteccia parietale inferiore. Il danno alla via diretta può produrre afasia di conduzione, mentre il danno alla via indiretta mantiene la capacità di ripetere le parole ma compromette la comprensione. I sintomi dell'afasia di conduzione suggeriscono che la connessione tra la corteccia temporale posteriore e la corteccia frontale gioca un ruolo vitale nella memoria a breve termine di parole e suoni nuovi o appena ascoltati. Il fascicolo arcuato collega queste due regioni e fa circolare le informazioni avanti e indietro, contribuendo alla memoria a breve termine. Non ci sono prove sperimentali del fatto che una lesione di tale fascicolo possa portare direttamente all'afasia di conduzione, anche se una lesione di tale fascicolo danneggia le connessioni tra le cortecce: temporale, parietale, insulare e frontale. Queste connessioni sono importanti per accomunare fonemi diversi in parole e per coordinare l'articolazione del discorso.
In nove persone su dieci con amusia congenita, non è possibile rilevare il fascicolo arcuato superiore nell'emisfero destro, suggerendo una disconnessione tra il giro temporale posteriore superiore e il giro frontale inferiore posteriore. I ricercatori hanno suggerito che il giro temporale posteriore superiore sia all'origine del disturbo.
Nei balbuzienti, il fascicolo arcuato sembra avere deficit bilaterali che lo riducono di un terzo o più rispetto ai non balbuzienti.